# TOI-178
TOI-178 là một hệ hành tinh trong chòm sao Ngọc Phu, hình như như có ít nhất năm, và có thể là sáu hành tinh trong một chuỗi cộng hưởng Laplace. Đó là một trong những chuỗi dài nhất chưa được phát hiện trong hệ thống các hành tinh. Hệ thống này cũng có những biến thể bất thường về mật độ giữa các hành tinh.
Hệ thống này cách chúng ta khoảng 205 năm ánh sáng, tương đối gần, ngụ ý rằng các hệ thống như vậy có thể tương đối phổ biến. Độ sáng của ngôi sao, TOI-178a, tạo điều kiện thuận lợi cho các quan sát tiếp theo, khiến nó trở thành một hệ thống lý tưởng để mở rộng hiểu biết của chúng ta về sự hình thành và tiến hóa của hành tinh.

## Hệ hành tinh
| Thiên thể đồng hành (thứ tự từ ngôi sao ra) | Khối lượng      | Bán trục lớn (AU)  | Chu kỳ quỹ đạo (ngày)     | Độ lệch tâm | Độ nghiêng        | Bán kính           |
| ------------------------------------------- | --------------- | ------------------ | ------------------------- | ----------- | ----------------- | ------------------ |
| b                                           | 150+039 −044 M🜨 | 002607±000078      | 1914558±0000018           | —           | 888+08 −13°       | 1152+0073 −0070 R🜨 |
| c                                           | 477+055 −068 M🜨 | 00370±00011        | 3238450+0000020 −0000019  | —           | 884+11 −16°       | 1669+0114 −0099 R🜨 |
| d                                           | 301+080 −103 M🜨 | 00592±00018        | 6557700±0000016           | —           | 8858+020 −018°    | 2572+0075 −0078 R🜨 |
| e                                           | 386+125 −094 M🜨 | 00783+00023 −00024 | 9961881±0000042           | —           | 8871+016 −013°    | 2207+0088 −0090 R🜨 |
| f                                           | 772+167 −152 M🜨 | 01039±00031        | 15231915+0000115 −0000095 | —           | 88723+0071 −0069° | 2287+0108 −0110 R🜨 |
| g                                           | 394+131 −162 M🜨 | 01275+00038 −00039 | 2070950+000014 −000011    | —           | 88823+0045 −0047° | 287+014 −013 R🜨    |